# 양양군 (조위)
양양군(襄陽郡)은 후한 말 조조에 의해 설치된 중국의 옛 군으로 지금의 샹양시일대를 관할했다.

## 후한~서진
207년(건안 13년), 형주를 점령한 조조가 남군북쪽의 군현과 남양군남쪽의 일부 현들을 분리하여 양양군을 신설했다. 위나라 형주에 속했다. 서진시기에는 8현 24,400호를 거느렸다.
| 현명   | 한자   | 대략적 위치                     | 비고                                       |
| ------ | ------ | ------------------------------- | ------------------------------------------ |
| 양양현 | 襄陽縣 | 샹양 시 샹청 구 양양고성        |                                            |
| 중려현 | 中廬縣 | 샹양 시 샹청 구 이가만 일대     |                                            |
| 기현   | 邔縣   | 샹양 시 이청 시 북              |                                            |
| 의성현 | 宜城縣 | 샹양 시 이청 시 정집진          | 촉한 유비의 부장인 마량이 태어난 곳이었다. |
| 약현   | 若縣   | 샹양 시 이청 시 풍락진일대      | 서진대에 남군으로 이관되었다.              |
| 임저현 | 臨沮縣 | 이창 시 위안안 현 북            | 형산(荊山)이 현 동북쪽에 있다.             |
| 산도현 | 山都縣 | 샹양 시 구청 현 묘탄진 동남일대 | 혜제때 신야군으로 이관되었다.              |
| 등성현 | 鄧城縣 |                                 |                                            |

## 남조
영가의 난으로 화북일대가 오호십육국의 혼란으로 황폐화되었을 때 옹주, 진주, 양주의 피난민들이 양양군일대로 이주했다. 일시적으로 전진의 통치하에 있었으나 전진이 비수대전이후 급격히 무너지면서 동진이 수복했다. 효무제는 양양군과 남양군일대에 옹주를 신설했다. 양양군은 옹주의 중심지가 되었다. 유송대에는 3현 4,024호 16,496명을 거느렸다.
| 현명   | 한자   | 직위                             | 비고                             |
| ------ | ------ | -------------------------------- | -------------------------------- |
| 양양현 | 襄陽縣 | 令                               |                                  |
| 중려현 | 中廬縣 | 令                               |                                  |
| 기현   | 邔縣   | 令                               |                                  |
| 건창현 | 建昌縣 | 남제시기 양양군의 속현이 되었다. | 남제시기 양양군의 속현이 되었다. |

## 북조, 수
서위치하에서 양양군에 양주(襄州)와 총관부가 설치되었다. 이는 수나라의 중국통일이후 유지되었다가 수 문제가 군현제를 실시하면서 양주를 양양군으로 개명하고 총관부를 폐지하면서 바뀌었다. 11현 99,577호를 거느렸다.
또한 신안현(新安縣), 무창현(武昌縣), 무평현(武平縣), 안무현(安武縣), 건평현(建平縣)이 남남양군으로 분리되기도 했다.
| 현명   | 한자   | 대략적 위치                              | 비고 |
| ------ | ------ | ---------------------------------------- | --- |
| 양양현 | 襄陽縣 | 샹양 시 샹청 구 양양고성                 | 현내에 종산(鐘山), 현산(峴山), 봉림산(鳳林山)이 있었다. |
| 안양현 | 安養縣 | 샹양 시 판청 구 번성(樊城)               | 서위 때 하남군에 속했다. 북주시기 번성현(樊城縣)과 산도현(山都縣)이 통폐합되었고 문제시기 하남군이 폐지되자 양양군으로 내속되었다. |
| 곡성현 | 穀城縣 | 샹양 시 구청 현                          | 북주 때 의성군(義城郡)이 폐지되자 양양군의 속군이 되었으며 흥국군(興國郡)이 폐지되어 본군에 내속되었다. 개황초 축양현(築陽縣)이 통폐합되었다. 598년(수 문제 개황 18년), 의성현(義城縣)에서 지금의 이름으로 개명되었다. 현내에 곡성산(穀城山)과 궐림산(闕林山)이 있었다.                                                                         |
| 상홍현 | 上洪縣 | 샹양 시 이청 시 안뇌촌(安垴村)남         | 서위 때 동진시기 교치된 약양현이 지금의 이름으로 개명되었다. 또한 양나라 때 본현에 덕광군(德廣郡)이 설치되었는데, 개황초기 폐지되었다. 또한 서위 때 신야군이 위녕군(威寧郡)으로 개명되고 북주 때 폐지됨에 따라 신야군지역도 통폐합되었다. 현내에 아산(亞山)이 있었다.                                                                           |
| 솔도현 | 率道縣 | 샹양 시 이청 시 소하진(小河鎭) 동        | 양나라 때 설치되었다. |
| 한남현 | 漢南縣 | 샹양 시 이청 시 의성현고성               | 본래 화산군(華山郡)이 있었는데, 서위 때 화산군 화산현이 지금의 이름으로 바뀌었고 군또한 폐지되어 의성군(宜城郡)의 속현이 되었다. 북주 때 진남군(秦南郡)이 통폐합되었고 무건군(武建郡)과 속현인 혜회현(惠懷縣), 석량현(石梁縣), 귀인현(歸仁縣), 언현(鄢縣)이 통폐합되었고 의성군 또한 무천(武泉)에 통폐합되었다. 현내에 석량산(石樑山)이 있었다. |
| 음성현 | 陰城縣 | 샹양 시 라오허커우 시 소가하촌(蘇家河村) | 서위 때 찬성군(酂城郡)이 설치되었는데 북주 때 산도군(山都郡)과 함께 폐지되었다. |
| 의청현 | 義淸縣 | 샹양 시 샹청 구 이집향(伊集鄕) 서남      | 양나라 대 양현(穰縣)이란 이름으로 설치되었으나 서위 때 지금의 이름으로 바뀌고 귀의군(歸義郡)에 속하게 되었다. 북주 때 군과 강좌현(江左縣), 개남현(開南縣), 귀인현(歸仁縣)이 통폐합되었다. 개황초기 무천군(武泉郡)이 본 현에 통폐합되었다. 현내에 사산(柤山), 영산(靈山), 단계수(檀溪水), 양수(襄水)가 있었다.                                   |
| 남장현 | 南漳縣 | 샹양 시 난장 현                          | 북주 때 남남양군이 저주(沮州)로 승격되었으나 얼마못가 폐지되었다. 현내에 형산(荊山)이 있었다. |
| 상평현 | 常平縣 | 샹양 시 샹청 구 니저진(泥咀镇) 동        | 서위 때 의안현(義安縣)이란 이름으로 설치되어 장호군에 속하게 되었지만 후에 현명이 지금의 이름으로 바뀌고 개황초기 군이 폐지되었다. |